# August von Krempelhuber
August von Krempelhuber (ur. 14 września 1813 w Monachium, zm. 2 października 1882 tamże) – niemiecki leśniczy i lichenolog.

## Życiorys
Pochodził ze szlacheckiego rodu Krempelhuberów. W 1832 roku ukończył Wilhelmsgymnasium w Monachium, następnie studiował leśnictwo na Uniwersytecie w Monachium. Po ukończeniu studiów rozpoczął pracę jako nadleśniczy w Mittenwaldzie, a od 1855 r. w nadleśnictwie w Monachium. 
Krempelhuber był poliglotą. Mówił po grecku, łacinie, angielsku, francusku, włosku i szwedzku. Zmarł w wieku 69 lat i został pochowany na Starym Cmentarzu Południowym w Monachium.

## Praca naukowa
Podczas pracy w Mittenwldzie zbierał mchy, głównie jednak specjalizował się w porostach. Zbierał je w całej Europie i badał ich systematykę. W1861 roku opublikował florę porostów Bawarii. Później zajmował się bardziej gatunkami tropikalnymi. Identyfikował i opisywał przesłane mu próbki z całego świata. Jego kolekcja licząca 20 000 egzemplarzy została zakupiona przez Uniwersytet w Monachium i jest obecnie częścią Państwowej Kolekcji Botanicznej w Monachium. Był doktorem honoris causa Uniwersytetu w Monachium. Około 1870 r. napisał trzytomową historię lichenologii. W 1876 roku został wybrany na członka Niemieckiej Akademii Przyrodników Leopoldina.
Przy nazwach naukowych utworzonych przez niego taksonów dodawany jest skrót jego nazwiska Kremp.